# Резня в Коростятине
Резня в Коростятине (пол. Zbrodnia w Korościatynie) — массовое уничтожение бойцами УПА польского гражданского населения в населённом пункте Коростятин (ныне Криница) Тернопольской области Украины, происходившее 28-29 февраля 1944 года.

## Предыстория
После начатой отрядами Украинской повстанческой армии (УПА) резни поляков на Волыни, пик которой пришелся на июль 1943 года, украинские националисты начали массовые убийства польского населения бывшей Восточной Галичины (ныне Львовская, Ивано-Франковская и Тернопольская области). Первые атаки на польские сёла в этом регионе состоялись ещё в октябре 1943 года, а их усиление произошло в феврале 1944.
Село Коростятин (ныне Криница), находящиеся в Коропецком районе Тернопольской области было почти моноэтнически польской деревней, в которой в 1939 году проживало 206 польских семей. Отношения между поляками и украинцами, проживающими в соседних сёла были добрососедскими до Второй мировой войны. Разжигание национального антагонизма со стороны оккупантов (немецких и советских до 1941 г.) и радикальная политика ОУН вызвали антипольские настроения у части украинцев. Зимой 1943/1944 гг., после сообщений об участившихся массовых убийств поляков, в Коростятине организовали вооружённую самооборону, который руководил подхорунжий Войска Польского Станислав Ружанский. Вокруг села была выставлена охрана, которая должна задерживать любых случайных прохожих. Бойцами самообороны был установлен пароль для прохода. Уповцы, напавшие на село (возможно, бойцы из сотни «Серые Волки»), знали пароль, использовавшийся поляками, потому что им сообщила о нём местная украинка, вышедшая замуж за поляка.

## Ход бойни
УПА атаковала село 28 февраля около 18 часов вечера. Вместе с ними были «секирники» — вооружённые топорами, косами и другими сельхозорудиями украинские крестьяне из окружающих сёл. Общее количество нападавших оценивалось в 600 человек. Они вошли в деревню, выдав себя за польских партизан из Армии Крайовой, что сбило с толку охранников.
Сначала националисты напали на железнодорожную станцию, где убили путейцев с семьями и пассажиров, которые ждали поезд. Погиб 21 человек, в том числе случайно убит один украинец. Были также демонтированы 80 метров железнодорожного полотна и выведены из строя телеграфные провода. Затем нападавшие разделились на три группы и принялись уже орудовать в самом селе: одна занималась убийствами, вторая — грабежом имущества, которое грузили на сани, а третья — поджогами зданий. Бойня продолжалась до утра и была прервана прибывшим польским партизанским отрядом с села Пужники, который заставил УПА отступить.
Всего во время бойни на вокзале и в селе было убито 156 человек, в том числе несколько детей в возрасте от 4 до 12 лет. Опознано только 117 убитых. Все постройки, кроме церкви и дома прихожан, были сожжены.
1 марта немцы засняли развалины села и сфотографировали убитых поляков. На следующий день большинство из них были похоронены на кладбище в Коростятине в братской могиле. Поляки, пережившие резню, перебрались в Монастрыриску.